# スルフェン
スルフェン (英: sulfene) は、化学式 H2CSO2 で表される非常に反応性の高い有機硫黄化合物である。チオアルデヒドとチオケトンのS,S二酸化物で、R2CSO2 という一般式を持つスルフェン類の中で最も単純な構造である。

## 生成
中間生成物としてスルフェンを生成する最初の一般的な方法は、1962年にギルバート・ストークとギュンター・オプティツによって同時に発表された、捕獲剤であるエナミンの存在下でトリエチルアミンを用いてメタンスルホニルクロリドから塩化水素を除去する方法である。1,1-二酸化チエタン誘導体の形成は、スルフェンを介在している証拠である。スルフェンは高い求電子性を持つため、アミンはスルフェンが複合体を作るのを妨害し、その利用には困難が伴う。アミンの利用を回避する簡単な製法は、捕獲剤存在下でのフッ化セシウムによるトリメチルシリルメタンスルホニルクロリドの脱シリル化である。
(CH3)3SiCH2SO2Cl + CsF → [CH2=SO2] + (CH3)3SiF + CsCl

## 反応
スルフェンは、エナミン、イナミン、1,3-シクロペンタジエンと反応し、それぞれ、チエタン、チエット、ディールス・アルダー付加物を生成する。キラルな第三アミン複合体の存在下では、いくつかのスルフェンはトリクロロアセトアルデヒド（クロラール）に捕獲され、β-スルトンを不斉合成する。スルフェンは、金属-水素結合の間に挿入することも可能である。